# جیه‌ویچی ووگ
جیه‌ویچی ووگ (به لهستانی:  Dziewiczy Ług) یک روستا در لهستان است که در گمینا شوجاوووو واقع شده‌است.